# سیارک ۱۰۶۴
سیارک ۱۰۶۴ (به انگلیسی: 1064 Aethusa، نامگذاری:1926PA) هزار و شصت و چهارمین سیارک کشف شده‌است که در ۲ اوت ۱۹۲۶ و در هایدلبرگ کشف شد.
قدر مطلق سیارک برابر ۱۰٫۵۰ است.